# Приморський бульвар (Одеса)
Примо́рський бульва́р (1827–1831 — Новий бульвар, 1831–1857 — Приморський бульвар, 1857–1877 — Міський бульвар, 1919–1941 — бульвар Фельдмана, 1877–1919, 1941–1944 — Миколаївський бульвар) — вулиця в Одесі в історичному центрі міста. Тягнеться від Старої біржі до Воронцовського палацу. Забудована лише одна сторона бульвару, друга — це зелений схил до порту. До бульвару тягнуться Італійська вулиця, Театральний і Воронцовський провулки, прилягають Європейська і Біржова площі, а від бульвару до пасажирського термінала порту можна дістатися або Потьомкінськими сходами, або ж фунікулером.

## Історія

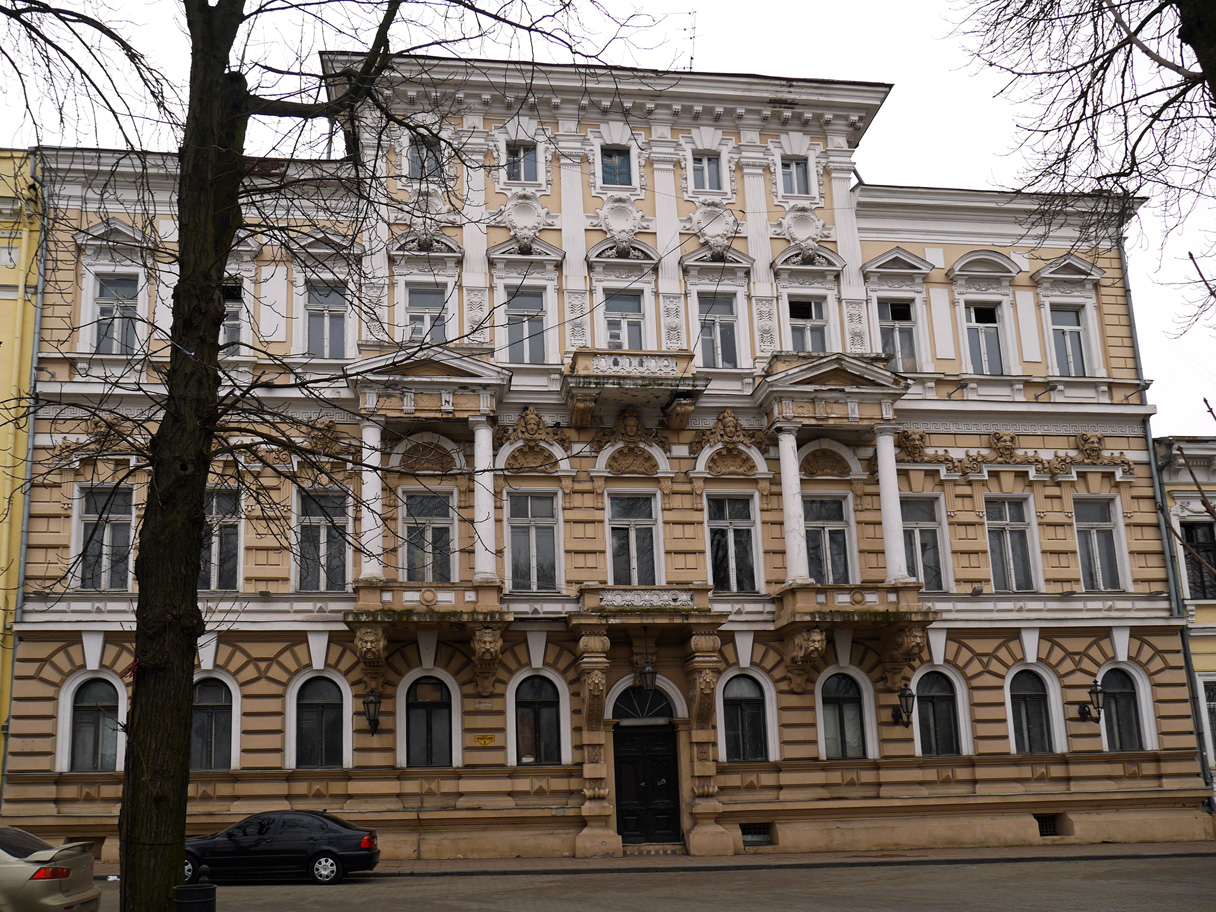
Прибутковий будинок Лерхе

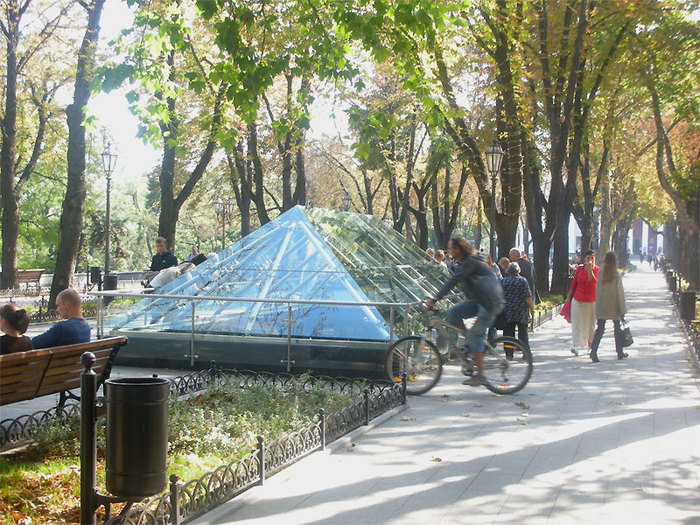
Купол над давньогрецьким поселенням

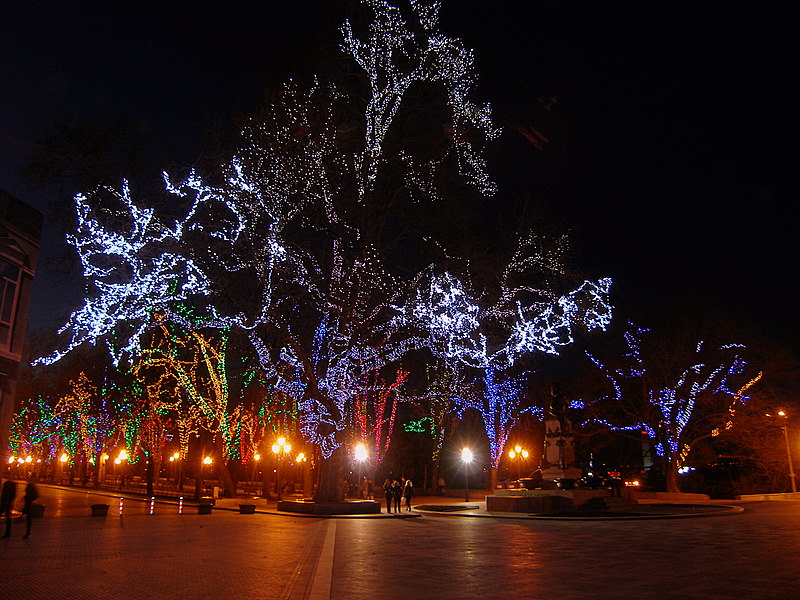
Ілюмінація бульвару

Приморський бульвар вже дві сотні років відомий як археологічний об'єкт. При будівництві будинків на початку XIX століття робітникам почали траплятися античні давньогрецькі поховання та окремі предмети начиння й побуту древніх жителів цієї території. У ході реконструкції бульвару 2008 року фахівцями Одеського археологічного музею були виявлені залишки давньогрецького поселення VI–V століть до нашої ери, що розташовувалося на нинішній території бульвару. Передбачалося, що після реконструкції місце розкопок знову буде засипано, але потім було вирішено зберегти розкопки, вкривши їх скляним куполом. Нині цей своєрідний археологічний музей просто неба став однією з визначних туристичних пам'яток бульвару.
Від середини XV століття місцевість, на якій розташована Одеса, перебувала під владою Османської імперії. Незахищеність зручно розташованого поселення не давала спокою османським правителям, і в 1764 році на місці нинішнього одеського Приморського бульвару на високому березі Хаджибейської затоки почалося будівництво фортеці Єні-Дунья. Вона височіла над стрімким приморським берегом і простягалася від сучасного Воронцовського палацу до середини Приморського бульвару. Протягом російсько-турецьких воєн фортеця піддавалася численним атакам, переходячи з одних рук в інші. Але за результатами Яського мирного договору (29 грудня 1791 року) всі території між Південним Бугом і Дністром, в тому числі й Єні-Дунья, відійшли до Російської імперії.
1793 року за наказом Олександра Суворова починається модернізація фортеці під керівництвом Франца де Воллана, після якої Хаджибей захищали п'ять бастіонів, оснащених 120 знаряддями. З відсуванням кордонів Російської імперії до Дунаю, фортеця втратила своє стратегічне значення і не була більше потрібна, а з часом і зникла звідси. На її місці розкинувся на той час Миколаївський бульвар, який прикрасив собою головні «морські ворота» в Одесу — Потьомкінські сходи. Вони сходять до Морвокзалу. Над сходами розташований пам'ятник Дюку де Рішельє. На вулиці, що утворилася уздовж бульвару, місця для будинків роздавали безкоштовно, вимагаючи лише, щоб вони протягом п'яти років були забудовані неодмінно пристойними будинками.
Події XX століття ознаменувалися для бульвару низкою змін назв: після Української революції 1917 року він отримав ім'я комісара-анархіста Олександра Фельдмана, а з часів другої світової війни й до сьогодні бульвар має назву Приморський. У 1970-тих роках молоді каштани та липи поповнили чотири струнких ряди платанів та кленів, що прикрашають алеї бульвару з початку XIX століття.
Починаючи з грудня 2006 року всі дерева, розташовані на Приморському бульварі, прикрашені різнокольоровими гірляндами, які вмикаються щодня у вечірній та нічний час. Нічна ілюмінація Приморського бульвару спочатку була тимчасовою, створеною лише на час новорічних свят, але настільки сподобалася одеситам, що влада ухвалила рішення про постійну ілюмінацію.
У 2022-23 роках був тимчасово закритий через блокпости.

## Пам'ятки

### Архітектурні пам'ятки
- Будинок Потоцького [Архівовано 9 червня 2020 у Wayback Machine.] — Приморський бульвар, 1 — Побудований у 1826 році.
- Будинок Наришкіна — Приморський бульвар, 2 — Побудований у 1836 році. У цьому будинку в 1856 році жив граф Олексій Костянтинович Толстой.
- Будинок Маріні — Приморський бульвар, 3 — Побудований у 1824—1826 роках. У цьому будинку був одним зі значущих світських салонів. У 1870-х роках він відійшов до банкіра Ашкеназі. В кінці XIX століття був відреставрований архітектором Вільгельмом Кабіольським.
- Будинок Серато та Верані [Архівовано 9 червня 2020 у Wayback Machine.] — Приморський бульвар, 4 — Побудований у 1824—1826 роках. Будинок належав купцям Серато й Верані, вівчарю Вассалю.
- Прибутковий будинок Лерхе [Архівовано 9 червня 2020 у Wayback Machine.] — Приморський бульвар, 5 — Побудований у 1823—1826 роках. Чотириповерховий фасад цього будинку рясніє ліпниною.
- Будинок Зонтага — Приморський бульвар, 6 — Побудований у 1826—1827 роках. Будинок належав капітану Одеського порту, вихідцю з Філадельфії Георгію Зонтагу. Обивателі Одеси говорили: «що там американський дух, там Америкою пахне». На меморіальній дошці напис «Поет Іван Рядченко народився в цьому будинку 25 січня 1924 року».
- Присутствені місця (Одеса) — Приморський бульвар, 7 — Побудований у 1826—1828 роках. Як свідчить меморіальна дошка, в будівлі засідав військово-окружний суд, який 4 жовтня 1916 року засудив Григорій Іванович Котовського за революційну діяльність до розстрілу, який замінили пізніше безстрокової каторгою.
- Будинок Завадовського — Приморський бульвар, 8 — Побудований у 1829—1830 роках. Будинок належав контрадміралу Івану Івановичу Завадовському. У 1833 році будівля переходить відомому в Одесі французькому кравцеві Верелю, і перетворюється в один з найбільш фешенебельних готелів у місті — «Петербурзький». При готелі був прекрасний ресторан. У готелі зупинялися такі знаменитості, як Віссаріон Бєлінський, Михайло Щепкін та інші.
- Палац Шидловського — Приморський бульвар, 9 — Побудований у 1829—1830 роках. Палац був побудований на замовлення поміщика Шидловського. Пізніше належав графині Наришкіній. Будівля за час свого існування була двічі реставрована.
- Будинок Родоконакі — Приморський бульвар, 10 — Побудований у 1823—1825 роках.

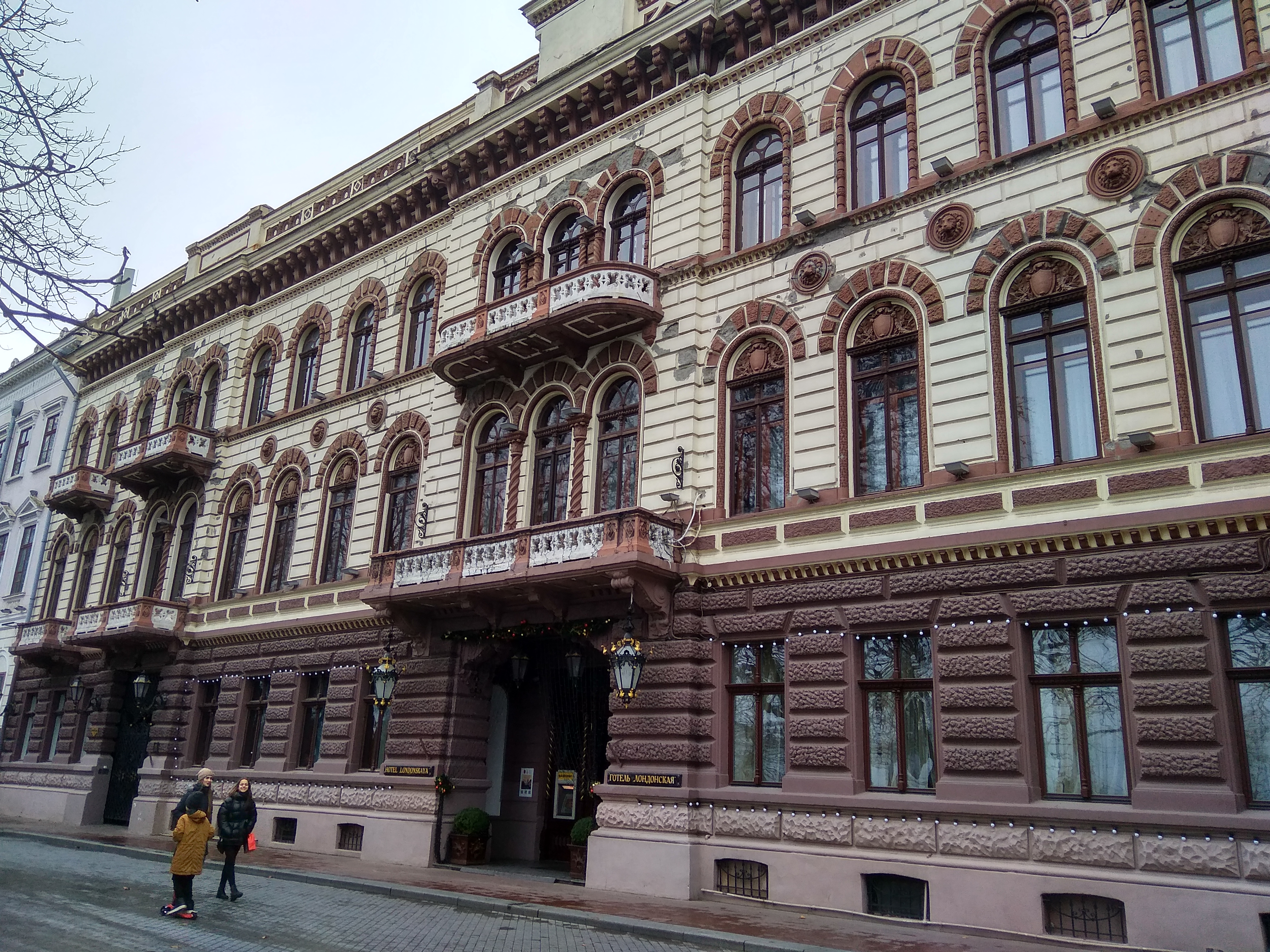
Лондонська (готель)

- Маєток Лопухіна (нині готельно-ресторанний комплекс «Лондонська») — Приморський бульвар, 11 — Побудований у 1826—1828 роках. Спочатку особняк належав князю Петру Лопухіну. У 1847 році французьким кондитером і гастрономом Ж. Б. Карута тут був відкритий готель «Лондонська.» Пізніше будівлею володіли Волохові, Раллі й сім'я Анатра аж до Жовтневої революції. Саме на цьому місці, ще під час будівництва готелю Франческо Боффо, були знайдені залишки античної попередниці Одеси.
- Будинок Золотарьова [Архівовано 9 червня 2020 у Wayback Machine.] — Приморський бульвар, 12 — Побудований у 1820-х роках.
- Будинок Маюрова [Архівовано 9 червня 2020 у Wayback Machine.] — Приморський бульвар, 13 — Побудований у 1827—1828 роках. У цьому будинку жив математик Олексій Іванович Маюров.
- Будинок Магнера [Архівовано 9 червня 2020 у Wayback Machine.] — Приморський бульвар, 14 — Побудований у 1904—1905 роках. Будинок належав Б. А. Магнеру, члену правлінь: Товариства Барського пісочно-цукрового заводу, Південно-Російського товариства внутрішньої й експортної торгівлі антрацитом.
- Будинок Фука — Приморський бульвар, 15 — Побудований у 1828 році. У різні часи власниками цього дома були Фук, Григорович, Раллі. В останні роки в будівлі розміщувалося обласне статистичне управління. Зараз будівля чекає своєї реставрації, обтягнута полотнищем.

### Археологічні пам'ятки
Під час реконструкції бульвару у 2008 році, після того, як зняли асфальтове покриття, в землі були виявлені сліди культури, тісно пов'язаної з грецькою, датовані приблизно VI–V століттями до н. е.; також знайдені сліди фортеці Єні-Дунья. Однак було вирішено не проводити подальших археологічних досліджень, бо це вимагало б демонтажу всього бульварного покриття, однак місце виявлення артефактів накрили скляним куполом, створюючи міні музей.

### Пам'ятник Арману де Рішельє (Пам'ятник Дюку)
Оповитий в римську тогу бронзовий пам‘ятник Арману Емманюелю дю Плессі, герцогу де Рішельє, першому градоначальникові Одеси, розташовується на площі його ж імені на вершині Потьомкінських сходів, звернений лицем до міського порту. На пам'ятнику також викарбувані символи торгівлі, правосуддя та землеробства. Пам‘ятник, споруджений у 1826–1828 роках на кошти вдячних містян за проєктом архітекторів Аврама Мельникова та Франца Боффо й українського скульптора Івана Мартоса, замикає з боку міста площу з двома напівовальними фасадами зведених у класичному стилі будівель державних установ.

## У мистецтві
У 1988 році Олександром Полинніковим був знятий однойменний фільм, деякі сцени з якого відбуваються на Приморському бульварі.